# 9962 Pfau
9962 Pfau là một tiểu hành tinh vành đai chính. Nó bay quanh Mặt Trời theo chu kỳ 3.68 năm.
Được phát hiện ngày 28 tháng 12 năm 1991 bởi F. Borngen, Tên chỉ định của nó là "1991 YL1". It was later renamed "Pfau" after Werner Pfau, a former director thuộc Jena University Observatory và former chairman thuộc Astronomische Gesellschaft.